# Łysica Wielka
Łysica Wielka, Wielka Łysica (biał. Вялікая Лысіца) – wieś na Białorusi położona w obwodzie mińskim, w rejonie nieświeskim, w sielsowiecie horodziejskim. We wsi znajduje się parafialna cerkiew prawosławna pw. Podwyższenia Krzyża Świętego z pocz. XX wieku.

## Historia
Wieś magnacka położona była w końcu XVIII wieku w powiecie nowogródzkim województwa nowogródzkiego.
W dwudziestoleciu międzywojennym leżała w Polsce, w województwie nowogródzkim, w powiecie nieświeskim, w gminie Horodziej. W 1921 miejscowość liczyła 602 mieszkańców, zamieszkałych w 112 budynkach, w tym 588 Białorusinów i 14 Polaków. 589 mieszkańców było wyznania prawosławnego i 13 rzymskokatolickiego.
Po II wojnie światowej w granicach Związku Sowieckiego. Od 1991 w niepodległej Białorusi.

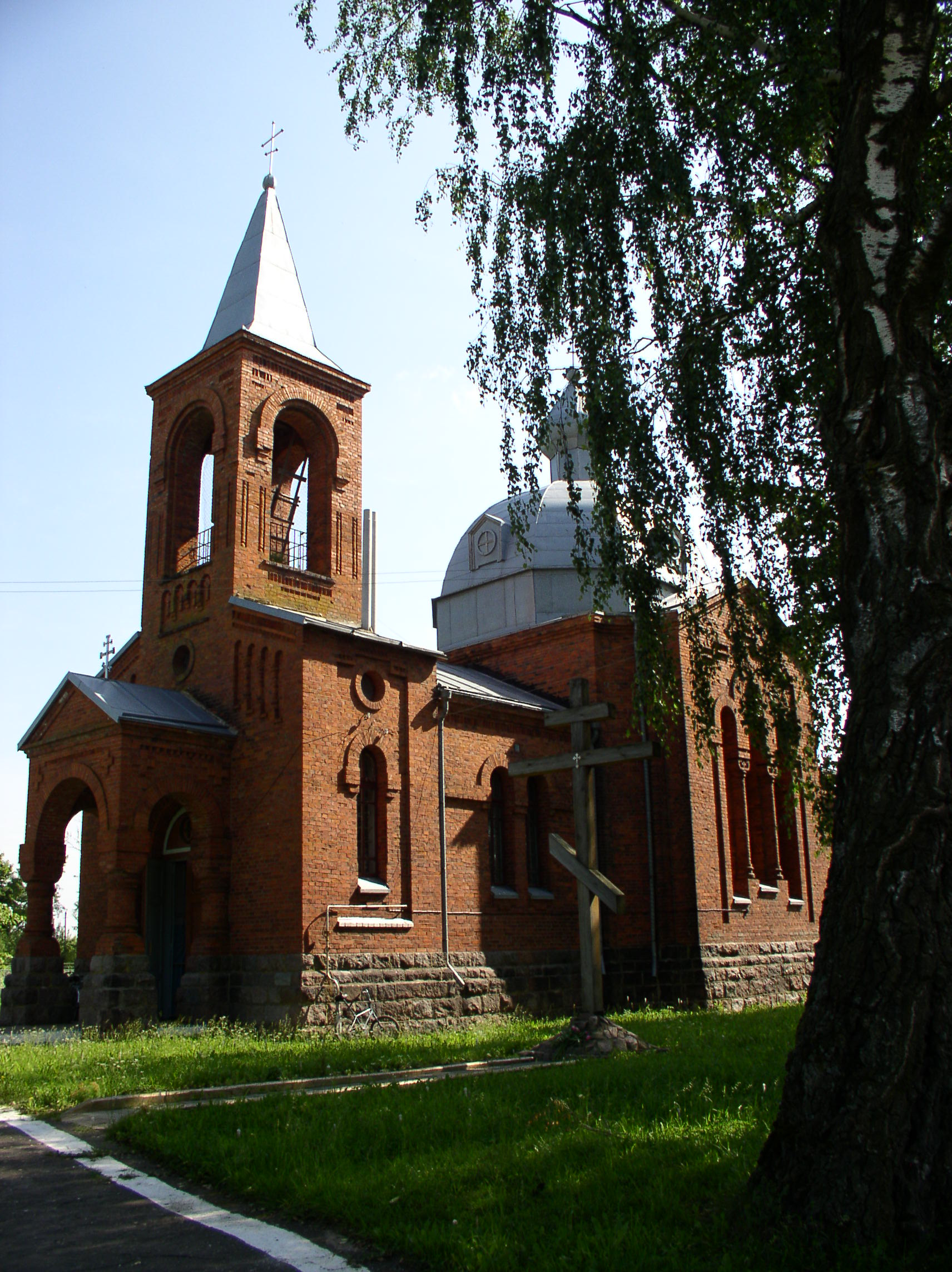
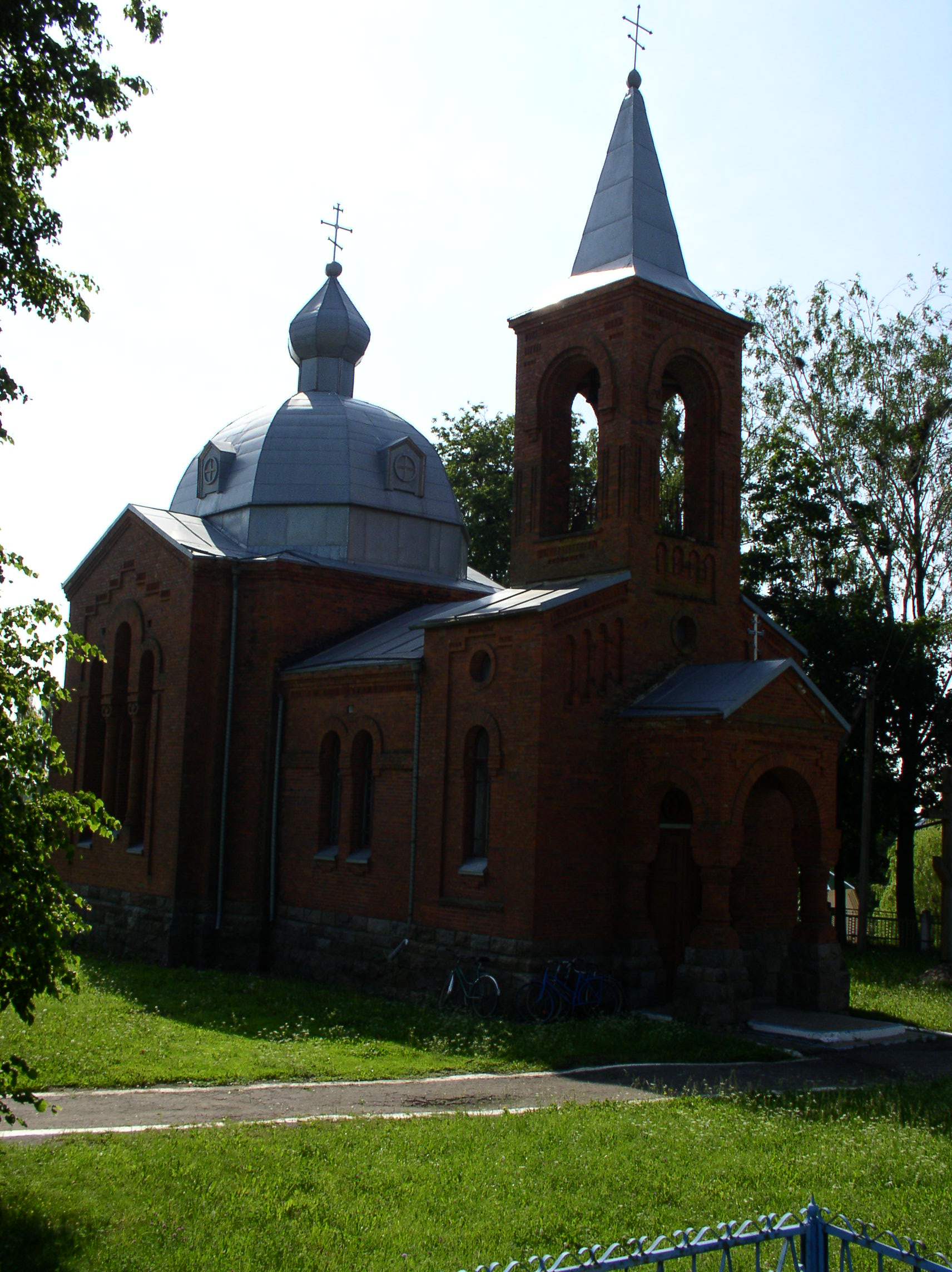
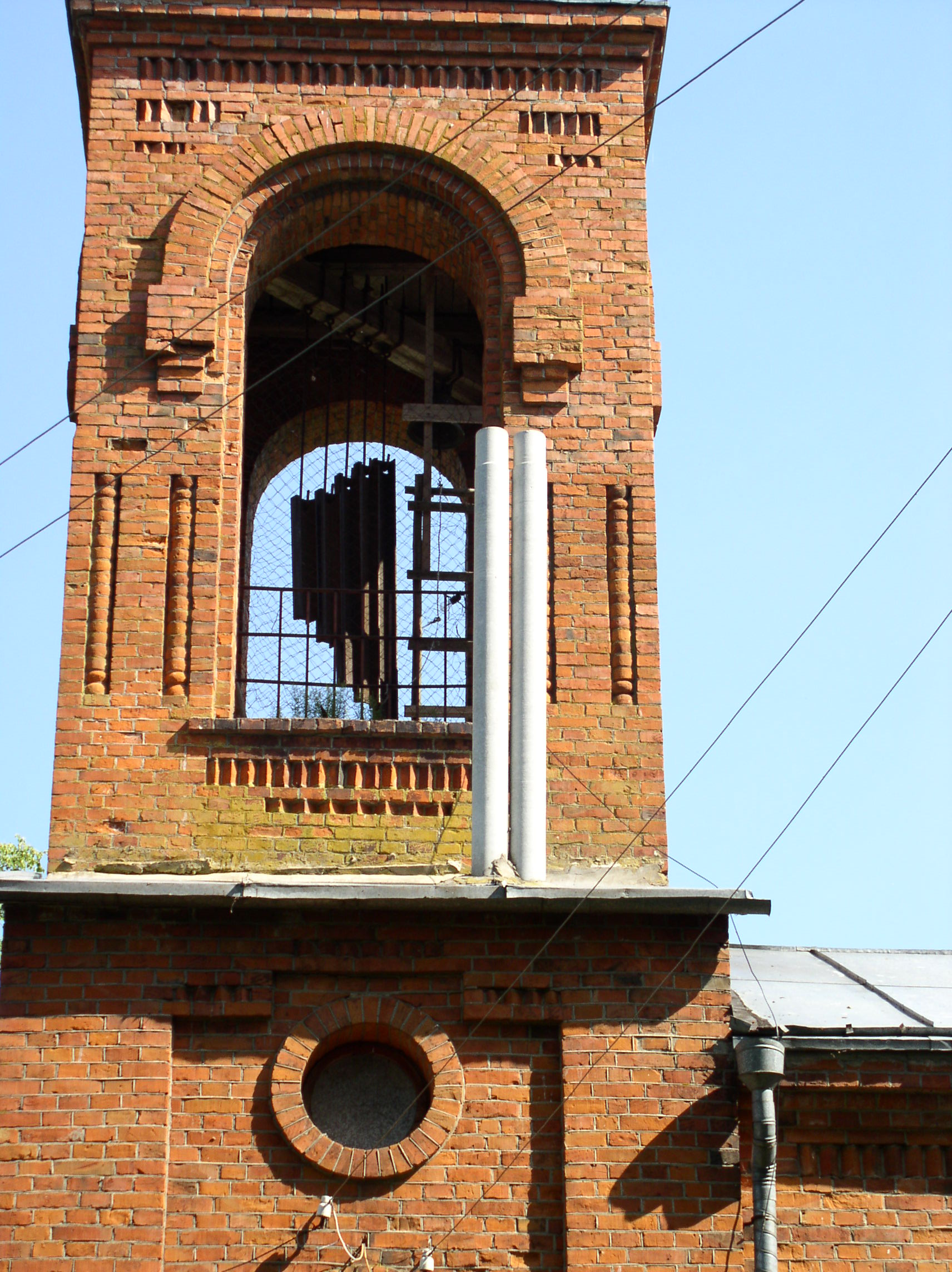